# Кориліс індійський
Кори́ліс індійський (Loriculus vernalis) — вид папугоподібних птахів родини Psittaculidae. Мешкає в Південній і Південно-Східній Азії.

## Опис
Довжина птаха становить 13-14 см, вага 28 г. Довжина крила 86–94 мм, довжина хвоста 33–38 мм, довжина дзьоба 10–13 мм, довжина цівки 11–13 мм. Виду притаманний статевий диморфізм: забарвлення самиць дещо тьмяніше, а блакитна пляма на грудях менша. У дорослих птахів голова яскраво-зелена, підборіддя світліше і жовтувате. Верхня частина тіла зелена, нижня частина спини і верхні покривні пера хвоста яскраво-червоні. Покривні пера крил зелені, дещо тьмяніші, ніж решта тіла. Першорядні махові пера світло-зелені, внутрішні частини опахала чорнуваті. Крайні махові пера мають блакитнуватий відтінок. Нижня частина тіло жовтувато-зелена, на горлі блакитна пляма. Стернові пера хверху зелені, знизу сині. Дзьоб червоний з жовтим кінчиком, очі карі або жовтуваті, лапи світло-коричневі або оранжеві.

## Підвиди
Виділяють два підвиди:
- L. v. vernalis (Sparrman, 1787) — південний захід і схід Індії, Андаманські острови, Гімалаї від центрального Непалу на схід до Ассаму, Бангладеш, Юньнань, материкова Південно-Східна Азія (за винятком південного Таїланду і Малайського півострова);
- L. v. phileticus Deignan, 1956 — південна М'янма (архіпелаг Мьєй[en] і південь провінції Танінтаї), південний Таїланд.

## Поширення і екологія
Індійські кориліси мешкають в Індії, Непалі, Бангладеш, М'янмі, Китаї, Таїланді, Лаосі, В'єтнамі і Камбоджі. Вони живуть в різноманітних природних середовищах, зокрема у вологих і сухих тропічних лісах, чагарникових заростях, на полях і пасовищах, в садах і на плантаціях. Зустрічаються на висоті до 1800 м над рівнем моря.

## Поведінка
Індійські кориліси живуть парами, сімейними групами, а також зграями до 50 птахів. Живляться нектаром, плодами і ягодами, насінням і квітками. Сезон розмноження триває з січня по квітень. Індійські кориліси гніздяться в дуплах, які встелюють корою, листям та іншими частинами рослин. Вхід в гніздову камеру зазвичай знаходиться на висоті від 2 до 10 м над землею, глибина дупла в середньому становить 1 м. В кладці 2-4 білих яйця, іноді поцяткованих коричневими плямками. Інкубаційний період триває 22 дні, насиджує дише самиця. Пташенята покидають гніздо на 5 тиждень після вилуплення.

## Підвиди

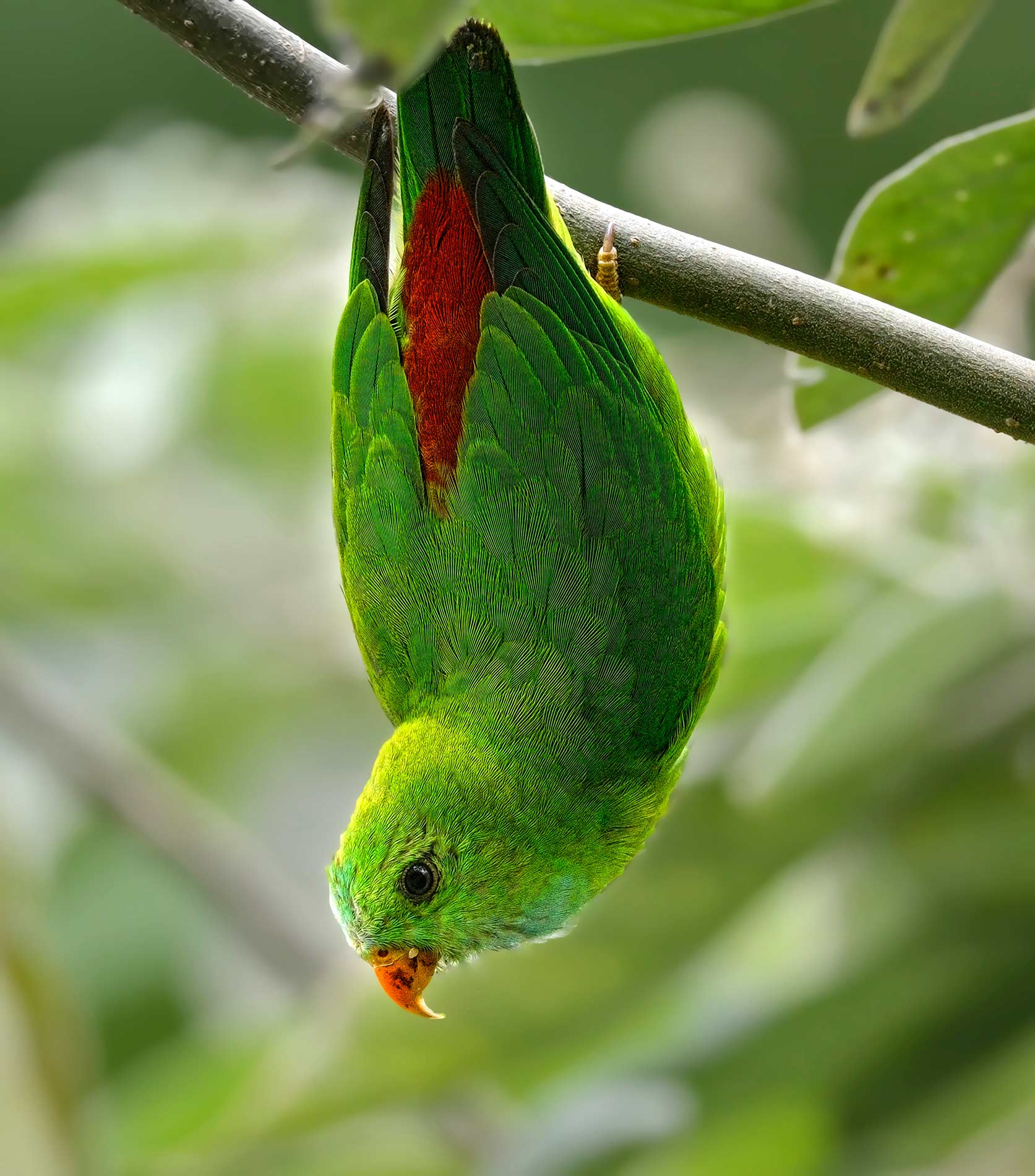
Індійський кориліс у своїй характерній позі вниз головою
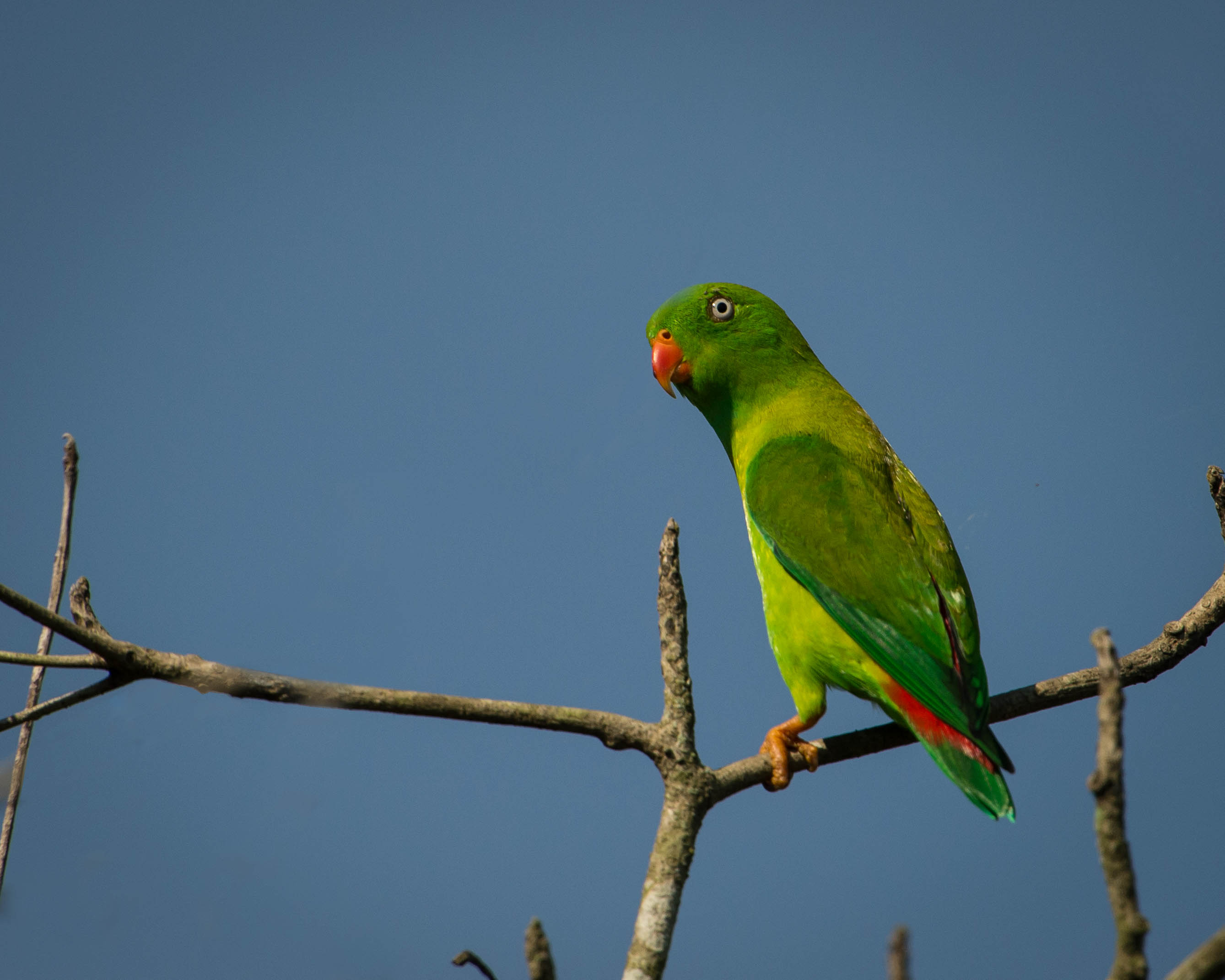
Індійський кориліс (Таїланд)
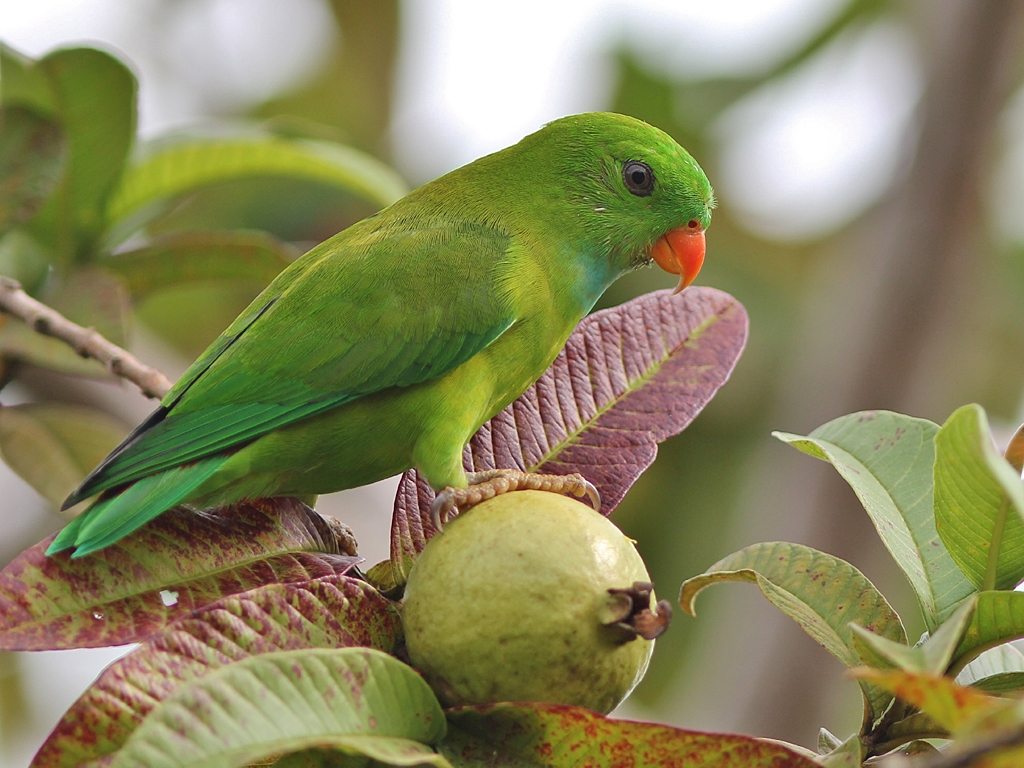
Індійський кориліс з плодом гуаяви